# Colworth
Colworth – osada w Anglii, w hrabstwie West Sussex, w dystrykcie Chichester. Leży 6 km na wschód od miasta Chichester i 87 km na południowy zachód od Londynu.